# Старонорвезька мова
Старонорвезька мова (норв. gammelnorsk та gam(m)alnorsk) — північногерманська мова, якою говорили в сучасній Норвегії та на Фарерських островах приблизно в 12-16 столітті. Походить від давньоскандинавської, розвинулась в норвезьку, фарерську мови та мову норн. Складалась з багатьох діалектів.

## Періодизація

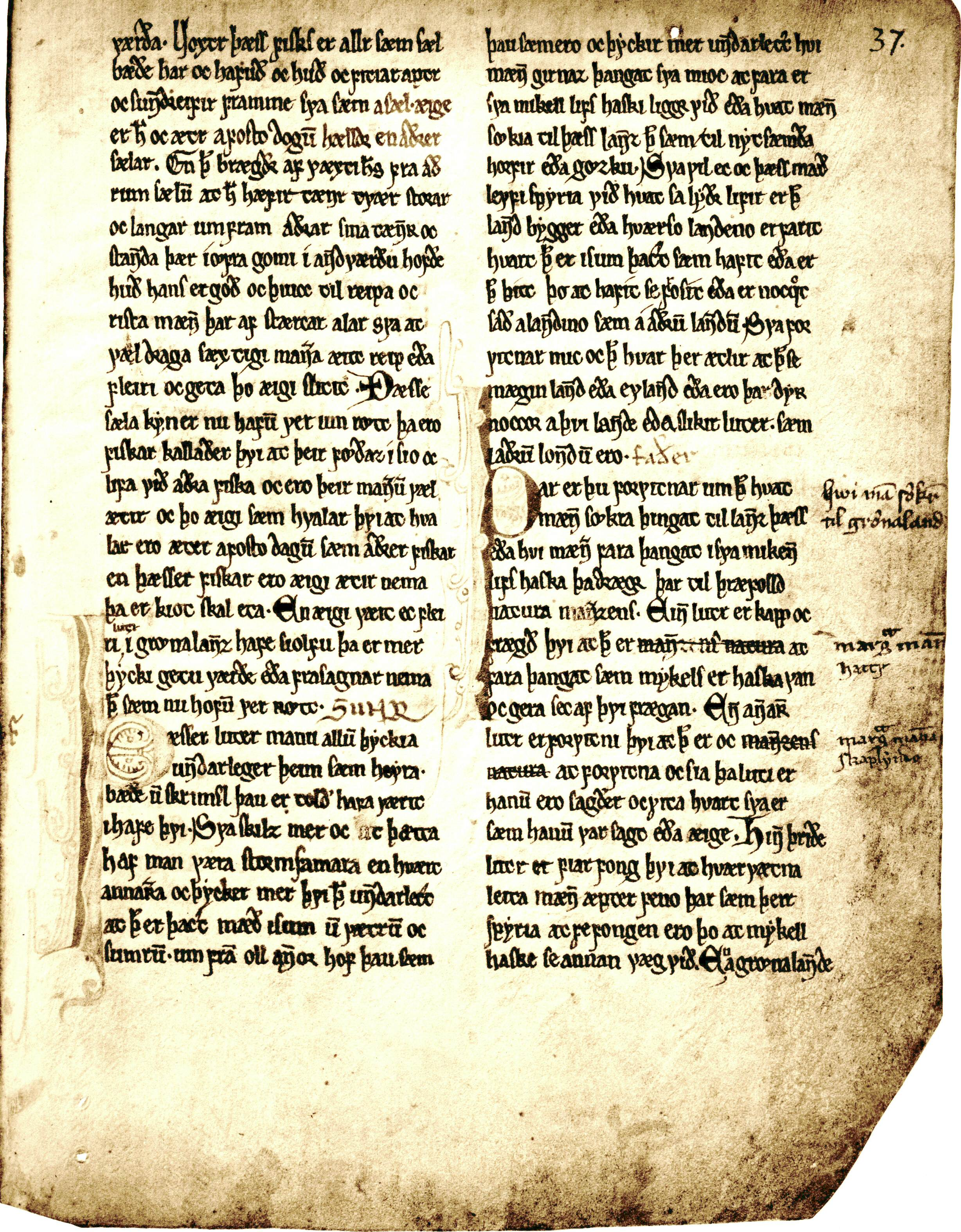
«Konungs skuggsjá» («Королівське дзеркало»), норвезький навчальний текст 1250 року.

Історію старонорвезької мови можна розділити на три частини:
- У першому періоді, від 800 року до приблизно 1200 року, були лише невеликі відмінності між старонорвезькою та давньоісландською.
- В другому періоді (від близько 1200 року — до близько 1350 року) з'являються лише деякі відмінності.
- Основні відмінності з'являються в третьому періоді — в середині 14 століття.

## Фонетичні особливості
Однією з найбільш ранніх і важливих відмінностей між старонорвезькою і давньоісландською є втрата першого звуку в комбінаціях приголосних HL-, HN- і HR- приблизно в 11 столітті. Для прикладу:
| Українська                       | Давньоісландська  | Старонорвезька |
| кільце пошана, благовоління схил | hringr hníga hlíð | ringr níga líð |

Іншою особливістю є зникнення носових голосних в давньоісландській вже в 12 столітті.

## Середньонорвезька
Чума, яка спустошувала Європу в середні віки дісталась до Норвегії 1349 року, померло більше 60 % населення, що могло прискорити розвиток мови. Мову Норвегії між 1350 і 1550 іноді називають середньонорвезькою. Вона зазнала ряду змін: граматика була спрощена, в тому числі відбулась втрата відмінків та дієвідмін. Крім того, в деяких діалектах з'явилась редукція голосних, більшість таких звуків в закінченнях вимовлялись як «е».
Фонематична структура також зазнала змін. Дентальний фрикативний звук þ і глухий ð зникли з норвезької мови, перетворившись на проривні t і d, відповідно.